# العلاقات الفرنسية الكمبودية
العلاقات الفرنسية الكمبودية هي العلاقات الثنائية التي تجمع بين فرنسا وكمبوديا.

## مقارنة بين البلدين
هذه مقارنة عامة ومرجعية للدولتين:
| وجه المقارنة                                              | فرنسا                                                    | كمبوديا                   |
| --------------------------------------------------------- | -------------------------------------------------------- | ------------------------- |
| المساحة (كم2)                                             | 643.80 ألف                                               | 181.03 ألف                |
| عدد السكان (نسمة)                                         | 67.12 مليون                                              | 16.01 مليون               |
| الكثافة السكانية (ن./كم²)                                 | 104.26                                                   | 88.44                     |
| العاصمة                                                   | باريس                                                    | بنوم بنه                  |
| اللغة الرسمية                                             | لغة فرنسية                                               | اللغة الخميرية            |
| العملة                                                    | يورو، فرنك س ف ب، فرنك فرنسي، Livre tournois ‏            | ريال كمبودي، دولار أمريكي |
| الناتج المحلي الإجمالي (بليون دولار)                      | 2.58 تريليون                                             | 22.16 مليار               |
| الناتج المحلي الإجمالي (تعادل القوة الشرائية) بليون دولار | 2.87 تريليون                                             | 54.37 مليار               |
| الناتج المحلي الإجمالي الاسمي للفرد دولار أمريكي          | 36.20 ألف                                                | 1.16 ألف                  |
| الناتج المحلي الإجمالي للفرد دولار أمريكي                 | 39.33 ألف                                                | 3.26 ألف                  |
| مؤشر التنمية البشرية                                      | 0.888                                                    | 0.555                     |
| رمز المكالمات الدولي                                      | +33                                                      | +855                      |
| رمز الإنترنت                                              | .fr، .bzh ‏، .tf، .re، .wf، .yt، .pm، .paris              | .kh                       |
| المنطقة الزمنية                                           | أوروبا/باريس ‏، توقيت وسط أوروبا، توقيت وسط أوروبا الصيفي | ت ع م+07:00               |

## مدن متوأمة
في ما يلي قائمة باتفاقيات التوأمة بين مدن فرنسية وكمبودية:
- ترتبط فونتينبلو مع سيام ريب باتفاقية توأمة.[16]

## منظمات دولية مشتركة
يشترك البلدان في عضوية مجموعة من المنظمات الدولية، منها:
| علم المنظمة | اسم المنظمة                               | تاريخ انضمام فرنسا | تاريخ انضمام كمبوديا |
| ----------- | ----------------------------------------- | ------------------ | -------------------- |
|             | بنك التنمية الآسيوي                       | 1970               | 1966                 |
|             | مؤسسة التنمية الدولية                     | 30 ديسمبر 1960     | 22 يوليو 1970        |
|             | يونسكو                                    | 4 نوفمبر 1946      | 3 يوليو 1951         |
|             | وكالة ضمان الاستثمار متعدد الأطراف        | 28 ديسمبر 1989     | 1 ديسمبر 1999        |
|             | الأمم المتحدة                             | 24 أكتوبر 1945     | 14 ديسمبر 1955       |
|             | الفريق المعني برصد الأرض                  | ?                  | ?                    |
|             | الاتحاد البريدي العالمي                   | ?                  | ?                    |
|             | البنك الدولي للإنشاء والتعمير             | 27 ديسمبر 1945     | 22 يوليو 1970        |
|             | الاتحاد الدولي للاتصالات                  | 1866               | 10 أبريل 1952        |
|             | منظمة حظر الأسلحة الكيميائية              | ?                  | ?                    |
|             | مؤسسة التمويل الدولية                     | 20 يوليو 1956      | 26 مارس 1997         |
|             | المركز الدولي لتسوية المنازعات الاستشارية | 20 سبتمبر 1967     | 19 يناير 2005        |
|             | منظمة التجارة العالمية                    | 1995               | ?                    |
|             | منظمة الشرطة الجنائية الدولية             | ?                  | ?                    |

## وصلات خارجية
- موقع وزارة الخارجية الفرنسية
- موقع وزارة الخارجية الكمبودية